# Steble
Steble (ukr. Стеблі, Stebli) – wieś na Ukrainie, w obwodzie wołyńskim, w rejonie kowelskim. W 2001 roku liczyła 295 mieszkańców.
Znajduje się tu przystanek kolejowy Steble, położony na linii Sarny – Kowel.

## Historia
Wieś królewska Steble położona była w połowie XVII wieku w starostwie niegrodowym kowelskim w województwie wołyńskim.